# Helion Energy
Helion Energy, Inc. és una empresa nord-americana de recerca de fusió, situada a Everett, Washington. Estan desenvolupant una tecnologia de fusió magneto-inercial per produir heli-3 i energia de fusió mitjançant la fusió aneutrònica, que podria produir energia elèctrica neta de baix cost utilitzant un combustible que es pot derivar exclusivament de l'aigua.

## Història
L'empresa va ser fundada el 2013 per David Kirtley, John Slough, Chris Pihl i George Votroubek. L'equip directiu va guanyar el concurs National Cleantech Open Energy Generation de 2013 i els premis a la competició ARPA-E Future Energy Startup de 2014, van ser membres del programa Y Combinator de 2014 i van rebre un contracte ARPA-E ALPHA el 2015, "Compressió magnètica escenificada d'objectius FRC a condicions de fusió".
L'any 2022, l'empresa va ser una de les cinc finalistes dels Premis GeekWire 2022 a la innovació de l'any, concretament a la categoria d'inici d'energia de fusió.
El 2023, l'empresa va ser una de les cinc finalistes dels millors llocs de treball de l'any GeekWire 2023.
El 10 de maig de 2023, Helion Energy va anunciar que Microsoft es convertirà en el primer client de Helion Energy, i Helion Energy proporcionarà energia de fusió a Microsoft a partir del 2028.

## Tecnologia
Aquest sistema està pensat per funcionar a 1 Hz, injectant plasma, comprimint-lo a condicions de fusió, expandint-lo i recuperant l'energia per produir electricitat. El sistema de fusió polsada que s'utilitza és teòricament capaç de funcionar les 24 hores del dia per a la producció d'electricitat. A causa de la seva mida compacta, els sistemes poden ser capaços de substituir la infraestructura actual de combustibles fòssils sense grans necessitats d'inversió.

### Combustible
Helion utilitza una combinació de deuteri i 3
He com a combustible. Deuterium i 3He permet majoritàriament la fusió aneutronic, alliberant només 5% de la seva energia en forma de neutrons ràpids. 3He comercial és rar i car. En canvi, Helion produeix reaccions secundaries de 3He per deuteri-deuteri (DD) a reaccions deuteri-3He. La fusió DD té la mateixa probabilitat de produir un àtom de 3He i de produir un àtom de triti més un protó. El triti beta es desintegra en més 3He amb una vida mitjana de 12,32 anys. Helion té previst capturar els 3He que va produir d'aquesta manera i reutilitzar-los com a combustible. Helion té una patent sobre aquest procés.

### Confinament
Aquest enfocament de fusió utilitza el camp magnètic d'un plasmoide de configuració de camp invertit (FRC) (operat amb electrònica d'estat sòlid derivada de l'electrònica de commutació de potència en turbines eòliques) per evitar les pèrdues d'energia del plasma. Un FRC és una configuració de plasma magnetitzat que destaca per les seves línies de camp tancats, beta alta i la manca de penetracions internes.

### Compressió
Dos plasmoides FRC s'acceleren a velocitats superiors a 300 km/s amb camps magnètics polsats que després es fusionen en un sol plasmoide a alta pressió. Els plans publicats tenen com a objectiu comprimir plasmes de fusió a 12 tesla (T).

### Generació d'energia
L'energia es captura mitjançant la conversió directa d'energia que utilitza l'expansió del plasma per induir un corrent a les bobines magnètiques de compressió i acceleració. Per separat, tradueix productes de fusió d'alta energia, com ara partícules alfa, directament en una tensió. El 3He produït per fusió DD transporta 0,82 MeV d'energia. Els subproductes de triti porten 1,01 MeV, mentre que el protó produeix 3,02 MeV.
Aquest enfocament elimina la necessitat de turbines de vapor, torres de refrigeració i les pèrdues d'energia associades. Segons l'empresa, aquest procés també permet la recuperació d'una part important de l'energia d'entrada amb una eficiència d'anada i tornada superior al 95%